# Krokeidet
Krokeidet (även formen Krokeide används) är en tätort i Bergens kommun i Vestland fylke i västra Norge. Orten är belägen mellan Fanafjorden och Lysefjorden.

## Transport
Krokeide har en färjeförbindelse med Hufthamar i Austevolls kommun. Färjan till Austevoll lägger till vid Krokeide kaj. 
Mellan Nesttun och Krokeide trafikerar bussar. Innan spårvägen mellan Nesttun och Byparken i Bergens centrum öppnades i juni 2010, fanns direktbuss mellan Bergen och Krokeidet.